# Laurence Stallings
Pour les articles homonymes, voir Stallings (homonymie).
Laurence Tucker Stallings est un écrivain, dramaturge, scénariste et photographe américain, né le 25 novembre 1894 à Macon (Géorgie) et mort le 28 février 1968 à Pacific Palisades, (Californie).
Il est l'auteur de pièces de théâtre (What Price Glory, écrite en collaboration avec Maxwell Anderson), de romans et d’un livre de photographies sur la Première Guerre mondiale. Il a écrit des scénarios, notamment pour King Vidor et John Ford.

## Biographie
Son père est un employé de banque, sa mère, femme au foyer, lui communique son gout pour la lecture. En 1912, il entre à l'Université Wake Forest en Caroline du Nord et devient le rédacteur en chef du magazine littéraire de l'université.
Diplômé en 1916, il obtient un emploi de rédacteur d’annonces publicitaires pour le bureau de recrutement militaire local et, en 1917, il s'engage lui-même dans l'armée. Affecté au service actif, il participe aux combats en France et, en juin 1918, il est grièvement blessé à la jambe pendant la bataille du bois Belleau. Il suit une longue convalescence mais doit être amputé en 1922.
Le 8 mars 1919, il épouse Helen Poteat, rencontrée à l'Université (le père d'Helen en était le président et le frère, l'un des professeurs de Stallings). Ils ont deux filles, Sylvia (née en 1926) et Diana (née en 1931). Le couple divorce en 1936, il se remarie l'année suivante avec Louise St. Leger Vance, sa secrétaire, avec laquelle il a deux autres enfants : Laurence Jr. (né en 1939, mort 2023 á Tübingen, Allemagne) et Sally (née en 1941).
Rappelé au service de l'US Marine Corps durant la Seconde Guerre mondiale comme lieutenant-colonel, il n'est pas affecté outre-mer. Il meurt d'une crise cardiaque en 1968 et est enterré avec les honneurs militaires au cimetière national de Fort Rosecrans à Point Loma, près de San Diego.

## Carrière

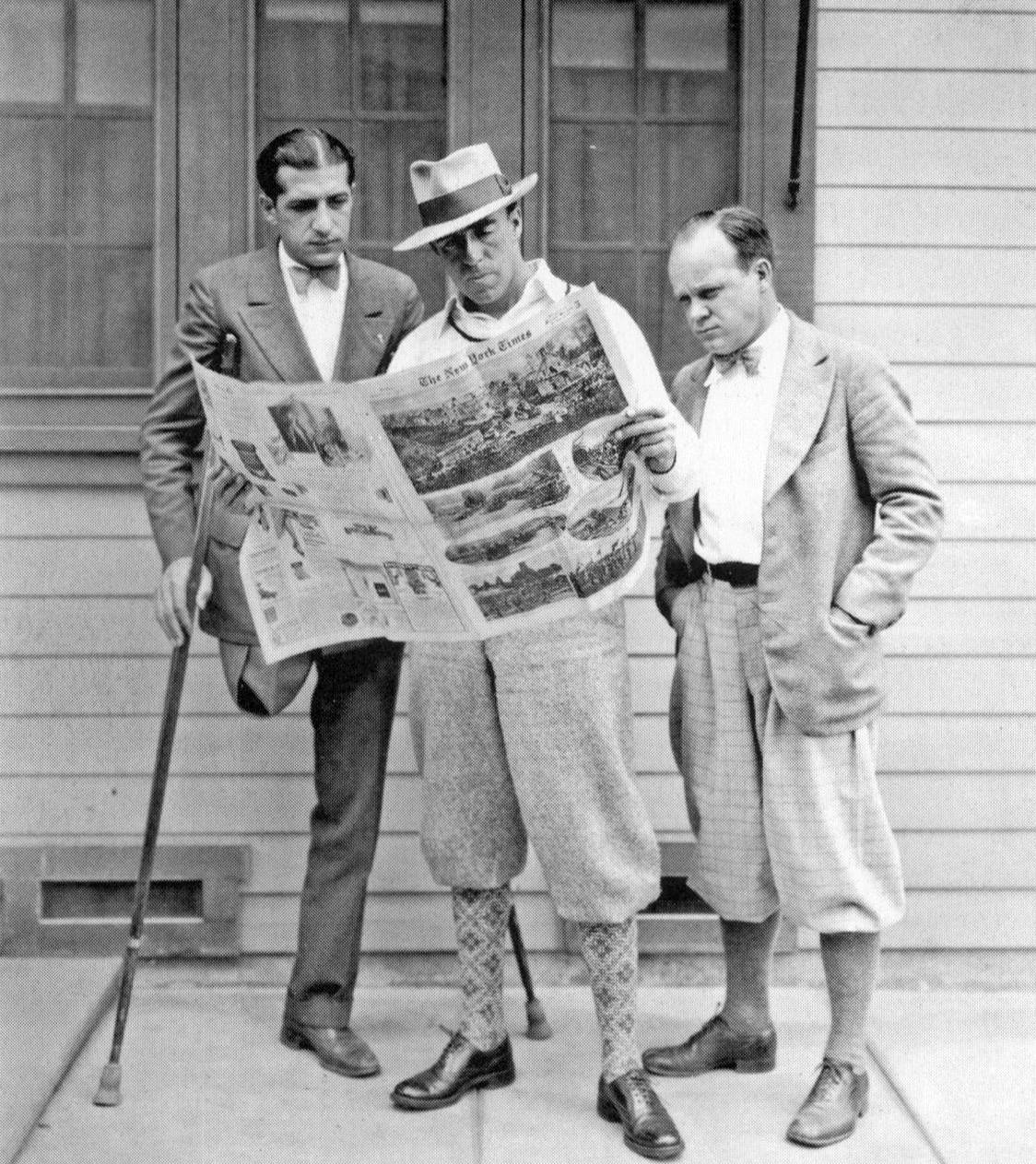
Laurence Stallings (à gauche) avec Raoul Walsh (au centre).

Il travaille d’abord comme journaliste et critique, et rencontre le dramaturge Maxwell Anderson dont il a apprécié la première pièce, White Desert (1923). Tous deux collaborent à l'écriture de What Price Glory (1924) qui, dénonçant l‘absurdité de la guerre, remporte un grand succès. Leur collaboration se poursuit en 1925 avec First Flight et Outside Looking In. Seul, il adapte ensuite pour la scène un roman d'Ernest Hemingway, L'Adieu aux armes (1930), et coécrit le livret des comédies musicales  Rainbow avec Oscar Hammerstein (1928) et Virginia avec Owen Davis (1937).
Son récit autobiographique, Plumes, a été publié avec succès en 1924, récit dont le réalisateur King Vidor s'inspire pour son film La Grande Parade (1925), tandis que What Price Glory est adapté à l'écran en 1928 par Raoul Walsh  (John Ford en tournera un remake en 1952).
Il écrit ou coécrit des scénarios, notamment : Le Grand Passage de King Vidor (1940), La Charge héroïque de John Ford (1949), et publie plusieurs ouvrages, dont The First World War : A Photographic History (1933), recueil de photographies sur la guerre de 1914-1918. Sa dernière publication, The Doughboys : l'histoire de l'AEF, 1917-1918 (1963) explore en partie le racisme et la discrimination auxquels étaient confrontés les soldats noirs pendant la guerre.

## Œuvre

### Livres
- 1924 : Plumes
- 1933 : The First World War : A Photographic History
- 1963 : The Doughboys : l'histoire de l'AEF, 1917-1918

### Théâtre
- 1924 : What Price Glory, collaboration avec Maxwell Anderson - Plymouth Theatre, New York
- 1925 : First Flight, collaboration avec Maxwell Anderson - Plymouth Theatre, New York
- 1925 : The Buccaneer, collaboration avec Maxwell Anderson - Plymouth Theatre, New York
- 1926 : Deep River - Imperial Theatre, New York
- 1928 : Rainbow (comédie musicale), collaboration avec Oscar Hammerstein (livret), musique de Vincent Youmans - Gallo Theatre, New York
- 1930 : L'Adieu aux armes, adaptation du roman d'Ernest Hemingway - National Theatre, New York
- 1931 : Eldorado, collaboration avec George S. Kaufman - New Haven
- 1937 : Virginia (comédie musicale), collaboration avec Owen Davis (livret) - Center Theatre, New York
- 1944 : The Streets Are Guarded - Miller's Theatre, New York

### Filmographie
- 1928 : Mirages (Show People), de King Vidor - coscénariste
- 1930 : Billy the Kid, de King Vidor - coscénariste
- 1930 : Way for a Sailor - scénariste et dialoguiste
- 1933 : Fast Workers
- 1933 : Big Executive d'Erle C. Kenton - scénariste
- 1935 : Roses de sang (So Red the Rose) de King Vidor - coscénariste
- 1935 : Chronique mondaine (After Office Hours) de Robert Z. Leonard - coscénariste
- 1938 : Un envoyé très spécial (Too Hot to Handle) de Jack Conway - coscénariste
- 1940 : The Man from Dakota (en) de Leslie Fenton
- 1940 : Le Grand Passage (Northwest Passage) de King Vidor - coscénariste
- 1942 : Le Livre de la jungle (Jungle Book) de Zoltan Korda - scénariste
- 1945 : Les Amours de Salomé (Salome, Where She Danced) de Charles Lamont - scénariste
- 1947 : Rendez-vous de Noël (Christmas Eve) d'Edwin L. Marin
- 1948 : La Folle enquête (On Our Merry Way), de King Vidor et Leslie Fenton - scénariste
- 1948 : Le Fils du désert (Three Godfathers) de John Ford - coscénariste
- 1949 : La Charge héroïque (She Wore a Yellow Ribbon) de John Ford - coscénariste
- 1953 : Le soleil brille pour tout le monde (The Sun Shines Bright) de John Ford - scénariste

## Récompenses et distinctions
- Croix de guerre 1914-1918
- Silver Star

## Crédit d'auteurs
- (en) Cet article est partiellement ou en totalité issu de l’article de Wikipédia en anglais intitulé « Laurence Stallings » (voir la liste des auteurs).